# Пинарес (комарка)
Пинарес (исп. Comarca de Pinares) — район (комарка) в Испании, входит в провинцию Сория в составе автономного сообщества Кастилия и Леон.

## Муниципалитеты
1. Абехар
2. Кабрехас-дель-Пинар
3. Касарехос
4. Коваледа
5. Кубилья
6. Дуруэло-де-ла-Сьерра
7. Молинос-де-Дуэро
8. Монтенегро-де-Камерос
9. Мурьель-Вьехо
10. Навалено
11. Сальдуэро
12. Сан-Леонардо-де-Ягуэ
13. Тальвейла
14. Вадильо
15. Винуэса
16. Мурьель-де-ла-Фуэнте
17. Эррера-де-Сория